# Вітор Олівейра (футболіст, 2000)
Вітор Олівейра (порт. Vitinha, 15 березня 2000, Брага) — португальський футболіст, нападник клубу «Марсель».
Виступав, зокрема, за клуб «Брагу» та «Брага Б».

## Ігрова кар'єра
Народився 15 березня 2000 року в місті Брага. Вихованець юнацьких команд футбольних клубів «Гуяс Альвіте» та «Брага».
У дорослому футболі дебютував 2020 року виступами за команду «Брага Б», в якій провів два сезони, взявши участь у 15 матчах чемпіонату.  У складі другої команди «Браги» був одним з головних бомбардирів команди, маючи середню результативність на рівні 0,87 гола за гру першості.
18 січня 2021 року Олівейра підписав професійний контракт до 2024 року з клубом «Брага». 28 лютого дебютував у Прімейрі в переможному матчі 2–1 проти «Насіунала».
25 жовтня 2021 року Вітор забив свій перший гол у вищому дивізіоні Португалії в матчі проти «Жил Вісенте». Наступного місяця, у четвертому раунді Кубка Португалії Олівейра забив чотири голи в домашньому переможному матчі 6–0 проти «Санта-Клари».
30 грудня 2021 року Вітор оформив перший хет-трик у переможній грі 6–0 проти «Ароки». 10 березня 2022 року встановив остаточний результат 2–0 в матчі проти «Монако» в 1/8 фіналу Ліги Європи.

## Виступи за збірні
У 2018 році провів у складі юнацької збірної Португалії (U-18) три матчі.
16 листопада 2021 року Олівейра дебютував у складі молодіжної збірної Португалії замінивши Гонсалу Рамуша в кваліфікаційному матчі молодіжного чемпіонату Європи 2023 проти збірної Кіпру, що завершилась перемогою португальців 6–0. Вітор став автормо забитих голів у виїздних матчах проти збірних Білорусі (5–1) та Ліхтенштейну (9–0).

## Статистика виступів

### Статистика клубних виступів
| Команда           | Сезон             | Ліга              | Ліга | Ліга  | Національний кубок | Національний кубок | Кубок Ліги | Кубок Ліги | Європа | Європа | Інше | Інше  | Усього | Усього |
| Команда           | Сезон             | Дивізіон          | Ігор | Голів | Ігор               | Голів              | Ігор       | Голів      | Ігор   | Голів  | Ігор | Голів | Ігор   | Голів  |
| ----------------- | ----------------- | ----------------- | ---- | ----- | ------------------ | ------------------ | ---------- | ---------- | ------ | ------ | ---- | ----- | ------ | ------ |
| «Брага Б»         | 2020–21           | 3 ліга            | 11   | 9     | —                  | —                  | —          | —          | —      | —      | —    | —     | 11     | 9      |
| «Брага Б»         | 2021–22           | 3 ліга            | 4    | 4     | —                  | —                  | —          | —          | —      | —      | —    | —     | 4      | 4      |
| «Брага Б»         | Разом             | Разом             | 15   | 13    | —                  | —                  | —          | —          | —      | —      | —    | —     | 15     | 13     |
| «Брага»           | 2020–21           | Прімейра-Ліга     | 1    | 0     | 1                  | 1                  | —          | —          | —      | —      | —    | —     | 2      | 1      |
| «Брага»           | 2021–22           | Прімейра-Ліга     | 20   | 6     | 2                  | 7                  | 2          | 0          | 9      | 1      | 1    | 0     | 34     | 14     |
| «Брага»           | Разом             | Разом             | 21   | 6     | 3                  | 8                  | 2          | 0          | 9      | 1      | 1    | 0     | 38     | 15     |
| Усього за кар'єру | Усього за кар'єру | Усього за кар'єру | 36   | 19    | 3                  | 8                  | 2          | 0          | 9      | 1      | 1    | 0     | 53     | 28     |

## Титули і досягнення
- Володар Кубка Португалії (1):

«Брага»: 2020-21